# サン・クリストヴァン
サン・クリストヴァン (São Cristóvão [sɐ̃w kɾisˈtɔvɐ̃w]) はブラジルのセルジペ州の都市。人口は9万1093人（2020年）。
セルジペ州の旧州都で1590年に設立された。ブラジルでは4番目に古い都市である。歴史地区中心部のサン・フランシスコ広場とそれに隣接する歴史的建造物群は、2010年にICOMOSのかなり厳しい事前勧告を覆して、UNESCOの世界遺産リストに登録された。

## 歴史
サン・クリストヴァンの建設は16世紀末のことで、スペインとポルトガルで同君統治が行なわれていた時代のことだった。当時のセルジペ州一帯は先住民の抵抗が激しかったため、他の都市とつながる入植や交易の拠点が必要だったのである。
現在の場所に移ったのは1607年のことであり、パラモパマ川 (rio Paramopama) とヴァザ＝バリス川 (Rio Vaza-Barris) 沿いの丘の上に建設されたサン・クリストヴァンは、セルジペ州の中心都市となった。サン・クリストヴァンはサルヴァドールとレシフェをつなぐ交易の中心地となっただけでなく、サトウキビのプランテーション建設も含めた一帯の植民地政策の司令部としても機能した。
サン・クリストヴァンの山の手 (upper town) には修道院や総督の公邸などが建設された。下町 (lower town) には港や庶民の住宅群が整備されていった。スペインのコロニアル様式が碁盤目状の都市計画を基本とするのに対し、ポルトガルのそれは土地柄に合わせた柔軟な様式であった。サン・クリストヴァンはポルトガル領であったにもかかわらず、スペイン・ポルトガルの同君統治時代にフェリペ2世が発した王令に従って建設されたため、スペイン的な規則正しさが存在している。
ブラジル独立後も州都のままだったが、1855年に州都はアラカジュに移った。
歴史的建造物群が残る町として、1938年には歴史地区が州指定の史跡となり、1986年には国定史跡となった。2010年には山の手のサン・フランシスコ広場と隣接する建造物群が世界遺産リストに登録された。

## 世界遺産
サン・フランシスコ広場は、サン・クリストヴァンの山の手に残る長方形の広場である。山の手はかつて州都だった時代の政治権力や宗教権力の中心地であり、サン・フランシスコ広場にはその時代を象徴する建造物群が並んでいる。北側をフランシスコ会の修道院・同付属聖堂、東側を慈悲修道女会の施療院と聖堂、南側を（旧）州知事公邸、西側を5軒の私邸によって区切られた51 m x 73 mの広場で、南北に対して東西が長い。広場の東西南北に面した建造物群は、町の建設当初に由来する宗教建造物もあれば、州都だった時代の公邸もある。さらに私邸も並ぶ周辺の建造物群も含めた広場の景観は、さながら町の歴史の縮図とも言いうるのである。
なお、サン・クリストヴァンの人口のうち、歴史地区の住民は約1750人、そのうちさらに世界遺産対象地域に住んでいるのは40人だという。

### 登録経緯

#### 暫定リスト
ブラジルの世界遺産暫定リストに掲載されたのは1996年9月6日のことであった。ただし、このときは「ブラジル北東部のフランシスコ会修道院群」(Franciscan Convents of Northeast Brazil / Couvents franciscains du nord-est brésilien) の一部として掲載されていた。

#### ICOMOSの否定的評価
その後、ブラジル政府はサン・フランシスコ広場だけに限定して2006年6月に推薦書を提出し、2008年の第32回世界遺産委員会で審議された。その結果は「情報照会」決議で、比較研究の不足、顕著な普遍的価値を示すための推薦範囲の再検討の必要性、保護・管理計画の更なる充実など、様々な改善点が示された。
ブラジル政府は2010年2月に練り直した推薦書を提出した。それに対するICOMOSの事前評価は、修正・追記された情報を勘案しても申請された登録範囲で顕著な普遍的価値を認めることは出来ないとして、「登録延期」を勧告するものであった。
ICOMOSが問題視したことには、当初の暫定リスト登録名に表れていたように、ブラジル北東部には似たようなフランシスコ会修道院や関連する建造物群が10以上あり、いかなる点でサン・クリストヴァンだけが傑出しているのかの証明が不十分である点や、ポルトガル領内でスペイン式の植民都市が見られたことはブラジル一国として見れば際立っているとしても、アメリカ大陸ではスペイン式の植民都市自体は珍しいものではなく、世界遺産にすでに登録されているものすらあるそれらと比べて、いかなる点で傑出しているのかも証明されていないことなどがあった。

#### 逆転での登録

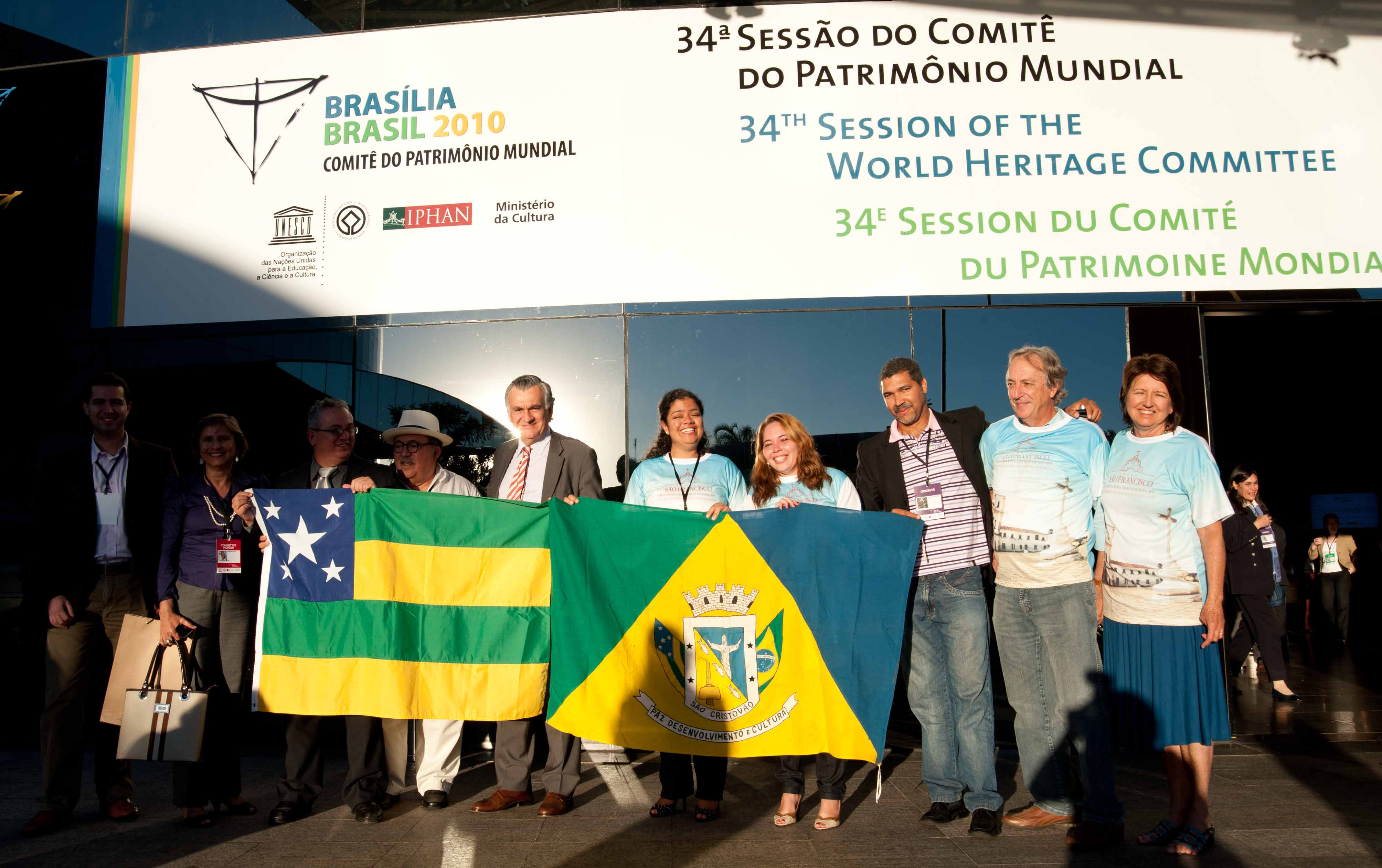
世界遺産委員会での関係者の記念撮影

しかし、同年7月25日から8月3日にブラジリアで開催された第34回世界遺産委員会では、ICOMOSの勧告が覆される形で、逆転で世界遺産リストへの登録が認められた。ブラジルでは11番目の世界文化遺産であり、自然遺産も含めた中では18番目の世界遺産である。また、ブラジルの推薦物件が世界遺産リストに登録されたのは、ゴイアス歴史地区など3件が登録された2001年以来となった。

### 登録基準
ブラジル政府は登録基準 (2) と (4) に該当するとして推薦した。ICOMOSはどちらにも該当しないと勧告したが、世界遺産委員会では両方が適用された。

#### 基準(2)
- (2) ある期間を通じてまたはある文化圏において、建築、技術、記念碑的芸術、都市計画、景観デザインの発展に関し、人類の価値の重要な交流を示すもの。

ブラジル政府は、サン・フランシスコ広場はスペインとポルトガルが同君統治されていた時代のフェリペ2世の王令に基づいた都市計画の優れた例証であることや、ヨーロッパの建築様式を熱帯の植民地に適用した好例であること、さらにはフランシスコ会修道院も風土に順応したものであることなどを示し、この基準に当てはまると主張した。
これに対しICOMOSは、基準 (2) を適用するには影響を他者から「与えられた」ことだけでなく、他者に「与えた」ことも証明されねばならないとし、この基準は適用できないと勧告した。
しかし、世界遺産委員会はその勧告を受け入れず、スペインとポルトガルという対立関係にあった2大国の様式が同君統治によって混ざり合ったことを示す例証として、この基準を適用した。

#### 基準(4)
- (4) 人類の歴史上重要な時代を例証する建築様式、建築物群、技術の集積または景観の優れた例。

ブラジル政府はサン・フランシスコ広場がこの町の政治権力や宗教権力の中心地であるとともに町の中心的なランドマークでもあり、そこでは様々な祝祭や宗教上の儀礼が行なわれてきたことなどを根拠として、この基準の適用を主張した。
しかし、推薦理由は町にとっての重要性を示したに過ぎず、人類史にとってどのような意義を持つ場であるのかが示されていないとして、ICOMOSはこの基準を適用すべきでないと勧告した。
世界遺産委員会はブラジル政府側の主張を受け入れつつ、この広場が丘の上に建設された都市という土地柄を活かしつつ、政治権力と宗教権力を一体化させた都市計画の優れた例などとして、この基準を適用した。

### 登録名
ユネスコ世界遺産センターが公式に示しているこの物件の登録名は、São Francisco Square in the Town of São Cristóvão （英語）/ Place São Francisco dans la ville de São Cristóvão （フランス語）である。その日本語訳は、文献によって以下のように若干の揺れがある。
- サンクリストヴォンの町のサンフランシスコ広場（日本ユネスコ協会連盟[17]）
- サン・クリストヴァンのサン・フランシスコ広場（世界遺産アカデミー[18]）
- サン・クリストヴァンの町のサンフランシスコ広場（古田陽久[2]）

### 構成資産
世界遺産と認められたのはサン・フランシスコ広場と四方の歴史的建造物で、ブラジル政府の推薦がそのまま認められた。

#### 広場北側

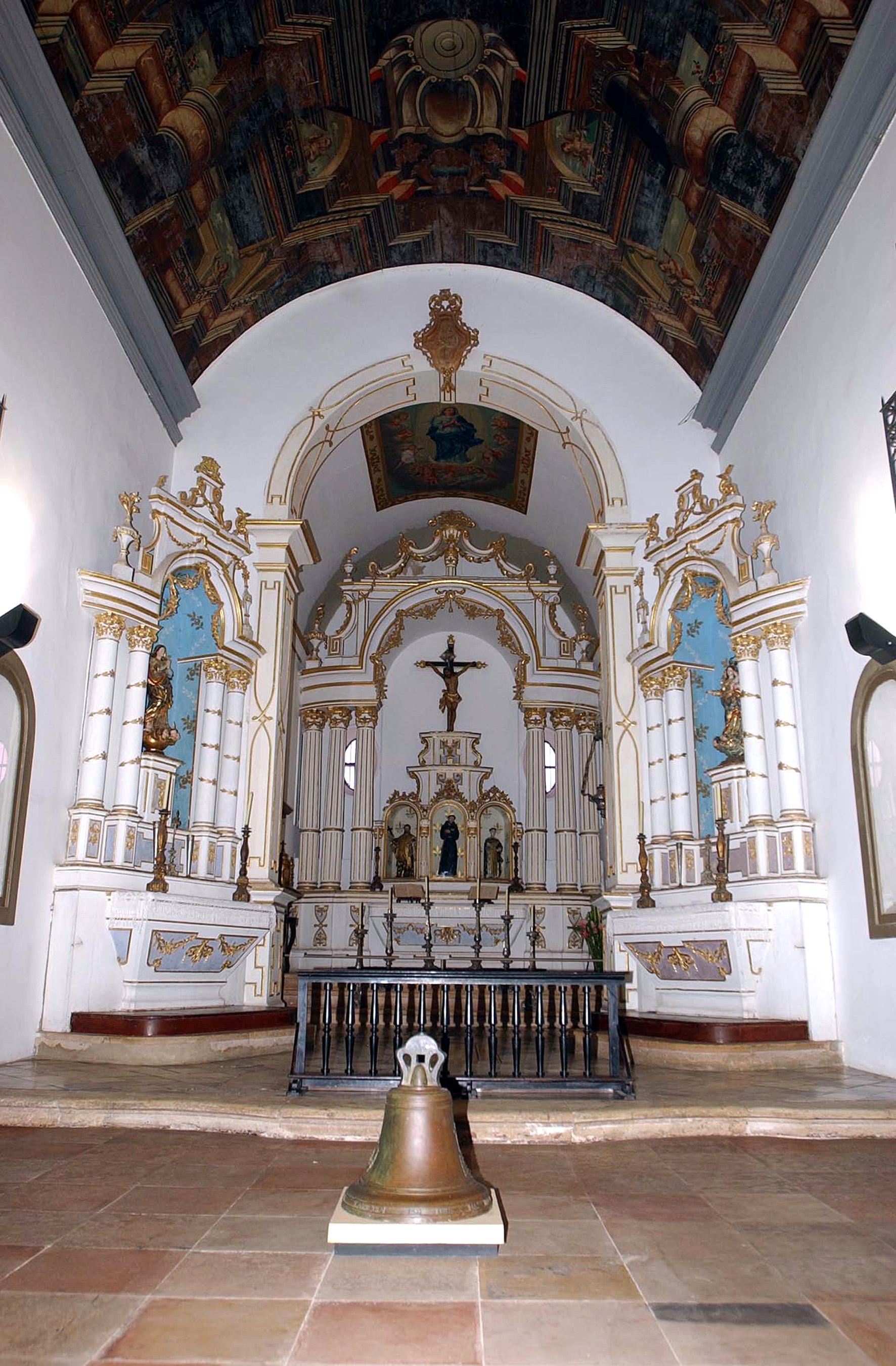
フランシスコ会のサンタ・クルズ修道院内部

広場の北側にあるフランシスコ会のサンタ・クルズ修道院 (Convento da Santa Cruz) は1658年から1693年に建造されたものだが、後に廃れて1902年になって再建された。回廊はバロック様式の装飾がほどこされているが、そこには熱帯植物をモチーフにしたらしい彫刻も見られ、単にヨーロッパの様式を移入したわけでないことが明らかである。その前面に位置する付属聖堂は拝廊を備えている。また、現在は宗教美術の博物館になっている礼拝堂も付随している。
現在の広場には前掲の世界遺産テンプレート内の画像からも明らかなように、十字架のモニュメントがある。これも、もともとはフランシスコ会修道院と関わりがあるものだった。

#### 広場東側
サンタ・カサ・ダ・ミセリコルディア (Santa Casa da Misericórdia) は、慈悲修道女会が建てた施療院で、聖女イザベルに献堂された同会の聖堂とともに広場の東側に面している。施療院は都市が建設された16世紀末にまで遡るものだが、現在の教会は18世紀に再建されてバロック様式の装飾が施されている。

#### 広場南側
州知事公邸 (Provincial Palace) は広場の南側にある。2階建ての建物で、現在残っているのはブラジル独立後の1826年に、2代目の知事マヌエル・クレメンテ・カヴァルカンティ・デ・アルブケルケ (Manuel Clemente Cavalcanti de Albuquerque) によって改築されたものである。サン・クリストヴァンが州都だったのはそれから30年にも満たない期間だったが、その間は州知事の公邸として利用されており、現在は歴史博物館になっている。

#### 広場西側
広場の西側には18世紀から19世紀に建てられた5軒の私邸が並んでいる。

### 課題
ICOMOSの評価書では、州都アラカジュと25 kmしか離れていないという近さは、将来的にサン・クリストヴァンの人口流出を招く危険があるとしていた。また、町には水質汚濁やごみ処理に関連する衛生施設が不十分とも指摘していた。